# Steerenmoos
Koordinaten: 47° 48′ 22″ N, 8° 12′ 5,2″ O
Das Gebiet Steerenmoos ist ein mit Verordnung vom 20. Mai 2003 durch die Körperschaftsforstdirektion Freiburg ausgewiesener Schonwald (Schutzgebiet-Nummer 200154) in Baden-Württemberg.

## Lage
Das Schutzgebiet befindet sich nördlich von Seebrugg und wird vom Aubach durchflossen. Es liegt im Staatswald Breisgau-Hochschwarzwald auf dem Flurstück
085642-000-00242/042 (z. T.) Gemarkung Faulenfürst und umfasst die Abteilung 20 im Distrikt 2.
Der Schonwald liegt vollständig im Landschaftsschutzgebiet Feldberg-Schluchsee und er ist Teil des FFH-Gebiets Blasiwald und Unterkrummen.

## Vegetation
Im Schonwald kommen laut Waldbiotopkartierung die folgenden Pflanzen vor:
Weiß-Tanne, Wald-Engelwurz, Wald-Frauenfarn, Schlangen-Knöterich, Rippenfarn, Sumpfdotterblume, Bitteres Schaumkraut, Igel-Segge, Schnabel-Segge, Alpen-Hexenkraut, Sumpf-Pippau,
Geflecktes Knabenkraut, Rasen-Schmiele, Drahtschmiele, Breitblättriger Dornfarn, Weidenröschen, Breitblättrige Stendelwurz, Wald-Schachtelhalm, Rundblatt-Labkraut, Schwaden,
Spitzblütige Binse, Kleines Zweiblatt, Sprossender Bärlapp, Pfennigkraut, Schattenblumen, Wald-Sauerklee, Gemeine Fichte, Bergkiefer, Waldkiefer, Blutwurz, Eisenhutblättriger Hahnenfuß,
Ohr-Weide, Asch-Weide, Schwarzer Holunder, Fuchssches Greiskraut, Vogelbeere, Heidelbeere, Preiselbeere, Sumpf-Veilchen.

## Schutzzweck
Der Schutzzweck des Schonwalds ist gemäß Schutzgebietsverordnung
- die langfristige Erhaltung des naturnahen Spirken-Fichten-Moorwaldes;
- der Erhalt und die Verbesserung des Biotops zu Sicherung einer artenreichen Moorflora;
- Offenhaltung bestehender Freiflächen;
- Auflockerung geschlossener Bestandesbereiche im Moorrand;
- durch plenterschlagartige Hiebseingriffe Überführung in eine stabile, strukturreiche Dauerbestockung.

## Betreuung
Wissenschaftlich betreut wird der Schonwald durch die Forstliche Versuchs- und Forschungsanstalt Baden-Württemberg (BVA).